# Kanton Cuiseaux
Kanton Cuiseaux (francouzsky Canton de Cuiseaux) je francouzský kanton v departementu Saône-et-Loire v regionu Burgundsko. Tvoří ho devět obcí.

## Obce kantonu
- Champagnat
- Condal
- Cuiseaux
- Dommartin-lès-Cuiseaux
- Flacey-en-Bresse
- Frontenaud
- Joudes
- Le Miroir
- Varennes-Saint-Sauveur